# 平輿県
平輿県（へいよ-けん）は中華人民共和国河南省の駐馬店市に位置する県。

## 行政区画
- 街道:古槐街道、清河街道、東皇街道
- 鎮:楊埠鎮、東和店鎮、廟湾鎮、射橋鎮、西洋店鎮、陽城鎮、郭楼鎮、李屯鎮、万金店鎮、高楊店鎮、万冢鎮
- 郷:十字路郷、玉皇廟郷、老王崗郷、辛店郷、双廟郷